# Droga wojewódzka nr 492
Droga wojewódzka nr 492 (DW492) – droga wojewódzka w południowej części województwa łódzkiego i północnej części województwa śląskiego, łącząca drogę wojewódzką 483 w Ważnych Młynach z drogą krajową 46 w Blachowni.
W ciągu drogi, pomiędzy wsiami Ostrowy nad Okszą i Łobodno znajduje się drogowy odcinek lotniskowy Ostrowy. Odcinek ma długość 2200 m i szerokość 10 m.

## Miejscowości na trasie DW492
- Ważne Młyny
- Kuźnica
- Ostrowy nad Okszą
- Łobodno
- Kłobuck
- Grodzisko
- Wręczyca Wielka
- Blachownia